# Monumento aos heróis de Puente Sampayo
O Monumento aos Heróis de Puente Sampayo é um monumento comemorativo e um grupo escultórico criado pelo escultor espanhol Julio González Pola, localizado em Pontevedra (Espanha).
Está situado nos jardins da praça de Espanha e foi inaugurado a 27 de Agosto de 1911. O monumento comemora a coragem do povo de Pontevedra liderado pelo oficial Pablo Morillo e o seu triunfo sobre as tropas napoleónicas do Marechal Michel Ney, libertando Pontevedra da ocupação do exército francês em 7 e 8 de Junho de 1809.

## História
O parlamentar galego Eduardo Vincenti Reguera e o Centro Galego de Madrid foram os principais protagonistas na criação do monumento. Em 9 de Fevereiro de 1909, a Câmara Municipal de Pontevedra concordou em conceder-lhe um subsídio de 500 pesetas e posteriormente autorizou o aporte da pedra de granito utilizada para sustentar as figuras. Esta iniciativa foi também apoiada por Javier Puig Llamas, na altura Presidente da Câmara de Pontevedra, e Eugenio Montero Ríos, Presidente do Senado. Todos eles proferiram discursos na inauguração do monumento a 27 de Agosto de 1911.
O governo do Rei Afonso XIII, que doou o bronze necessário para executar a escultura, também atribuiu uma medalha para comemorar a Batalha de Ponte Sampaio. A contribuição de muitas pessoas para o financiamento do monumento é também certificada.
A estátua foi rodeada por uma fonte monumental construída em 1983, que foi removida em 2009 para devolver o monumento e os seus arredores ao seu desenho espacial original.

## Descrição
O grupo escultórico pertence à corrente da escultura comemorativa espanhola do início do século XX.
O grupo escultórico tem oito metros de altura. Consiste em várias figuras de bronze sobre um pedestal de granito representando um grupo de agricultores, soldados e estudantes liderados pelo oficial Pablo Morillo, segurando uma bandeira nos momentos finais da batalha.
Na parte central do monumento, uma figura feminina (representando a Galiza e a pátria) repousa a sua mão sobre um escudo com o brasão espanhol e estende o seu braço como um convite à batalha. Na parte superior, a figura do oficial Pablo Morillo encoraja a luta de espadas. Ao seu lado estão um camponês, um estudante, um soldado e outro combatente ferido que representa a resistência do povo contra o invasor. Atrás deles está a bandeira e ao seu lado um canhão.
Nos cantos da parte inferior do monumento estão os quatro brasões de armas das províncias galegas. A construção central em granito simboliza um dos pilares da ponte de Ponte Sampaio onde teve lugar a maior parte da batalha e que foi destruída posteriormente.
| No verso, o corpo central de granito ostenta a seguinte inscrição em letras de bronze : LOS HÉROES DE PUENTESAMPAYO ACAUDILLADOS POR MORILLO E abaixo : PRIMER CENTENARIO 1909 Do lado direito está outra inscrição gravada na pedra que diz: JULIO G POLA - ESCULTOR | No canto esquerdo do conjunto, apresenta a seguinte inscrição: ERIGIDO POR SUSCRIPCIÓN POPULAR A INICIATIVA DEL CENTRO GALLEGO DE MADRID PRESIDIDO POR EL EXCMO. S. D. EDUARDO VICENTI Y REGUERA Y SIENDO ALCALDE DE PONTEVEDRA D. JAVIER PUIG LLAMAS Y GOBERNADOR DE LA PROVINCIA D. JOSÉ BOENTE SEQUEIROS |

## O grupo escultórico na cultura popular
É considerado pelo professor de história de arte Francisco Portela Sandoval como um dos monumentos de maior sucesso da época graças à sua composição e à reprodução fiel do evento que pretende imortalizar.

## Galeria de imagens

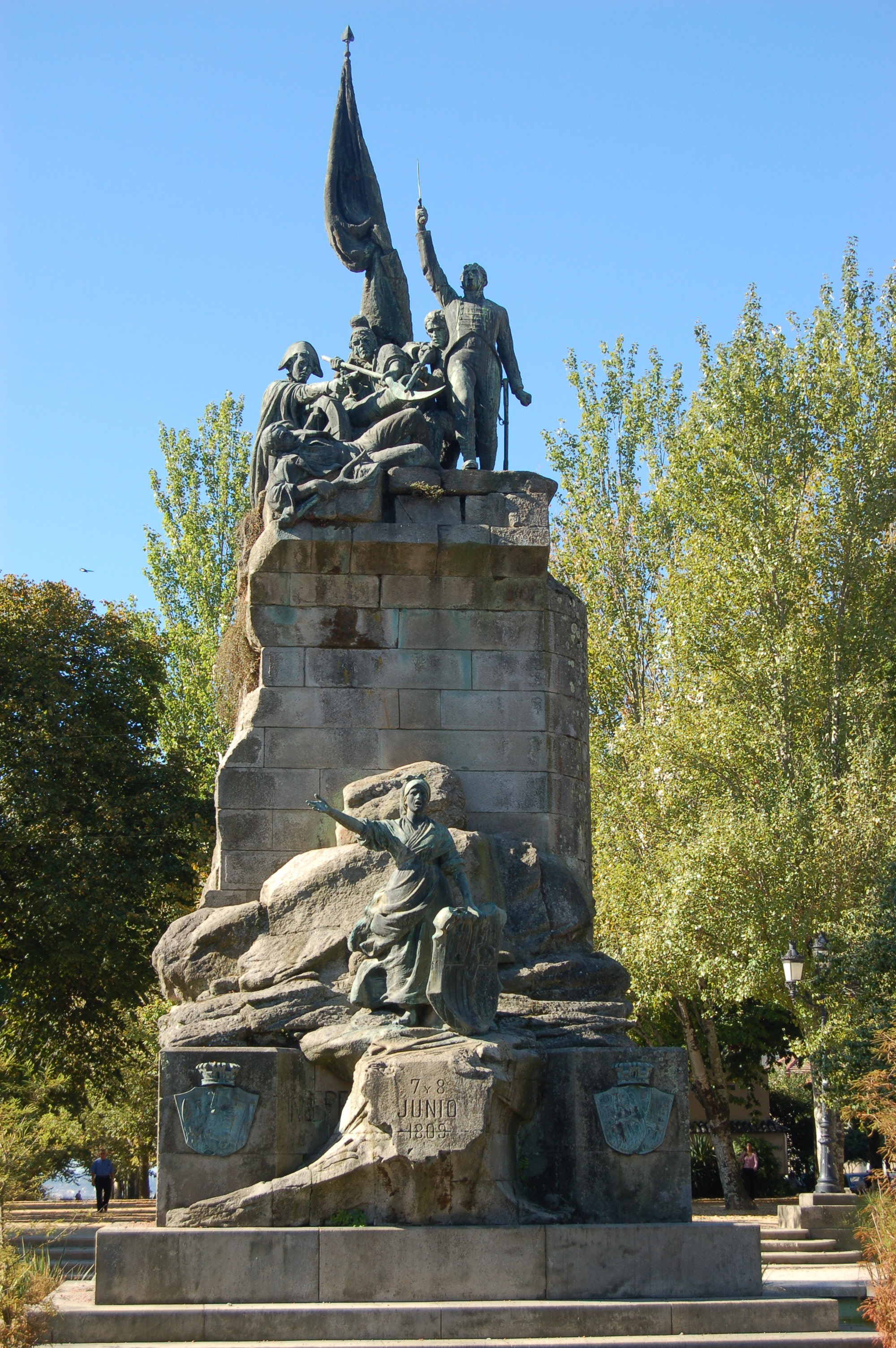
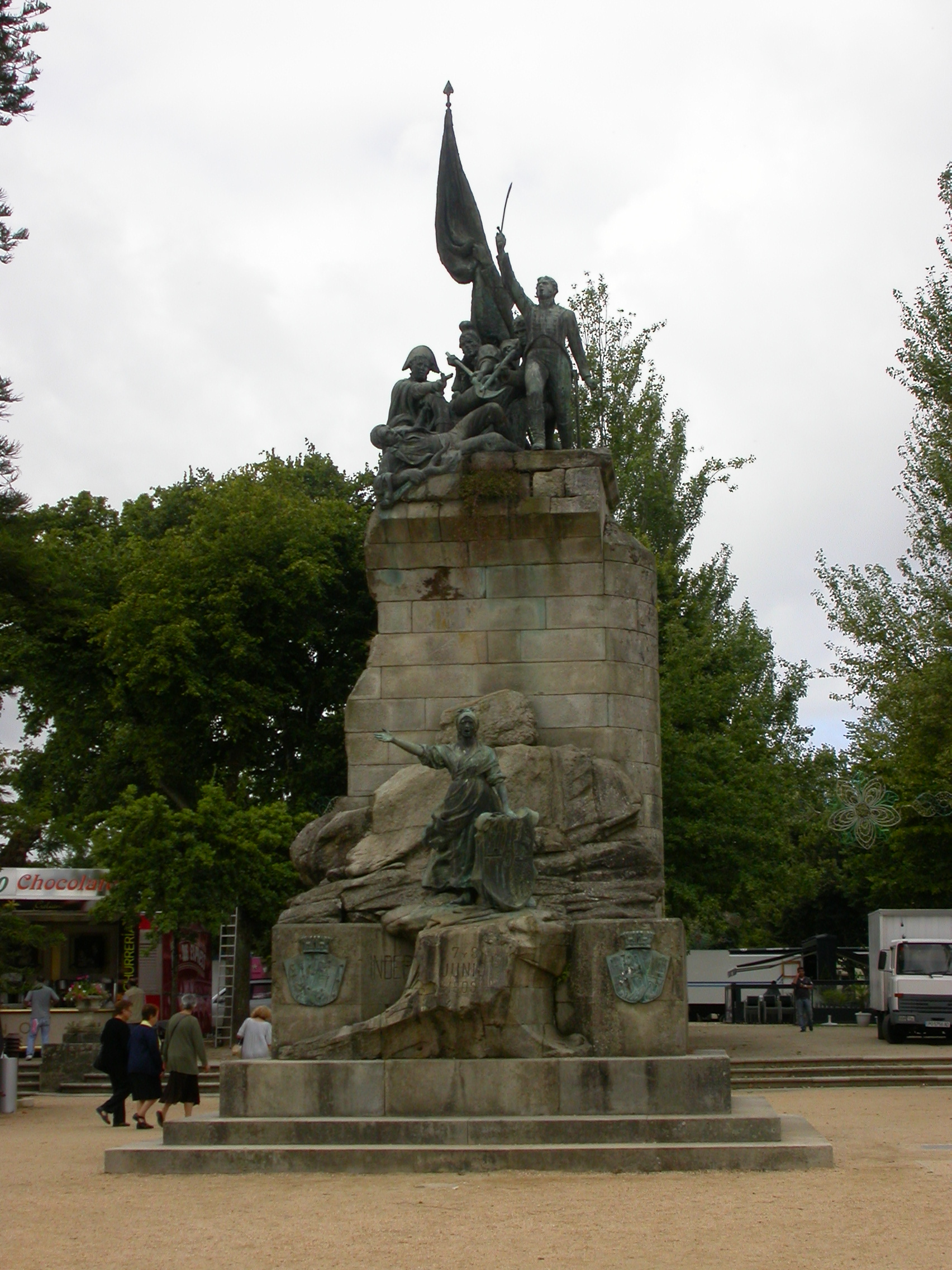
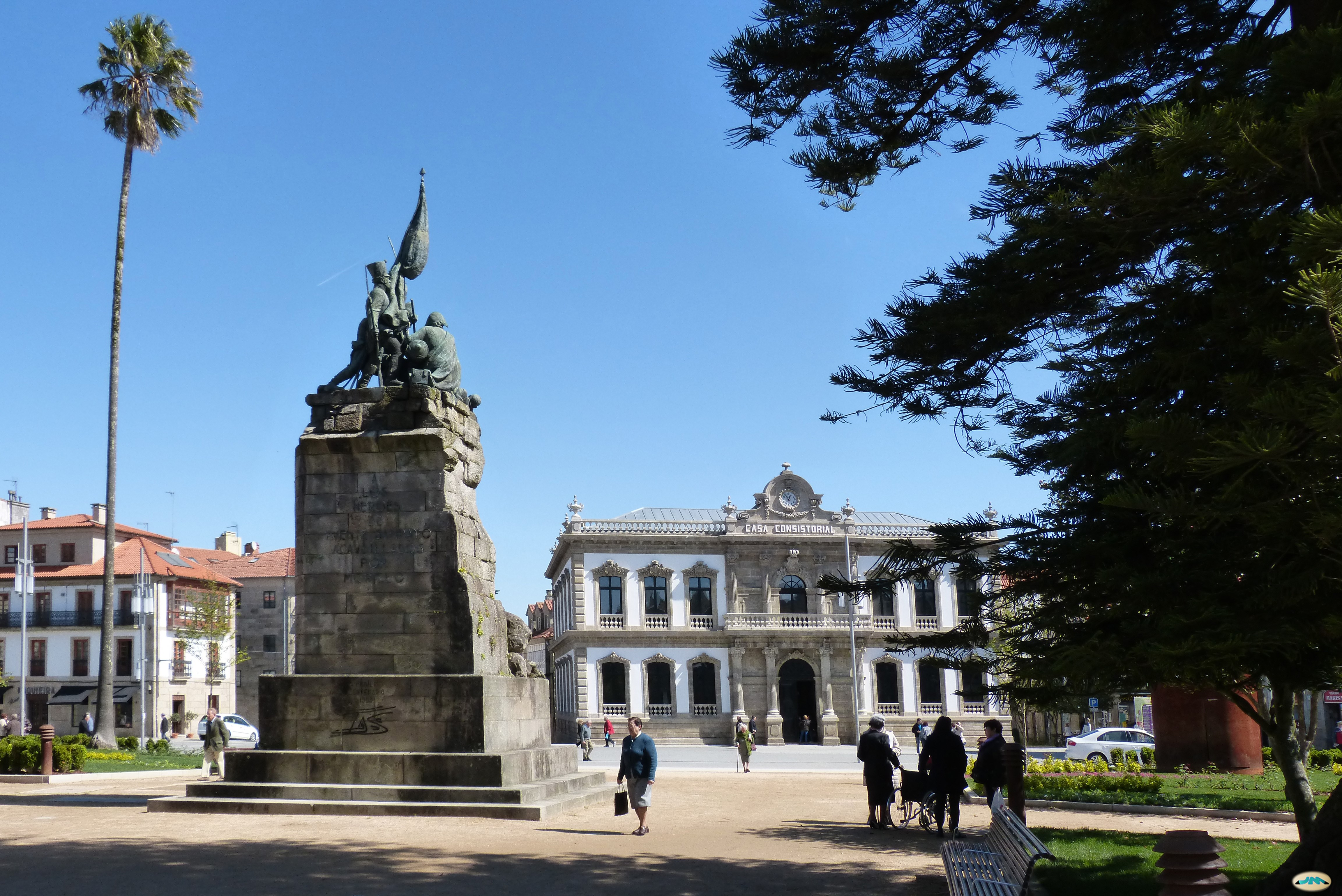
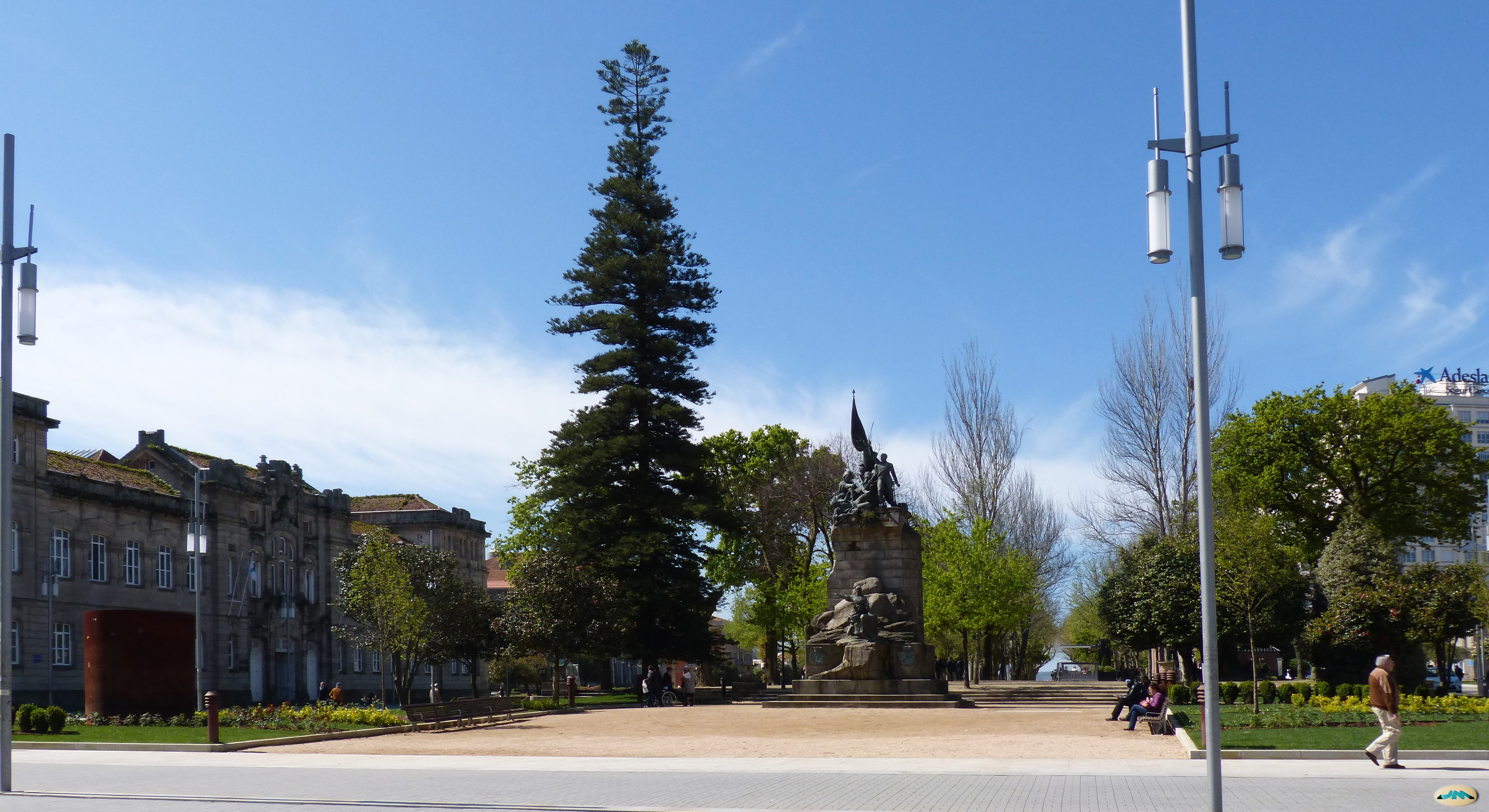
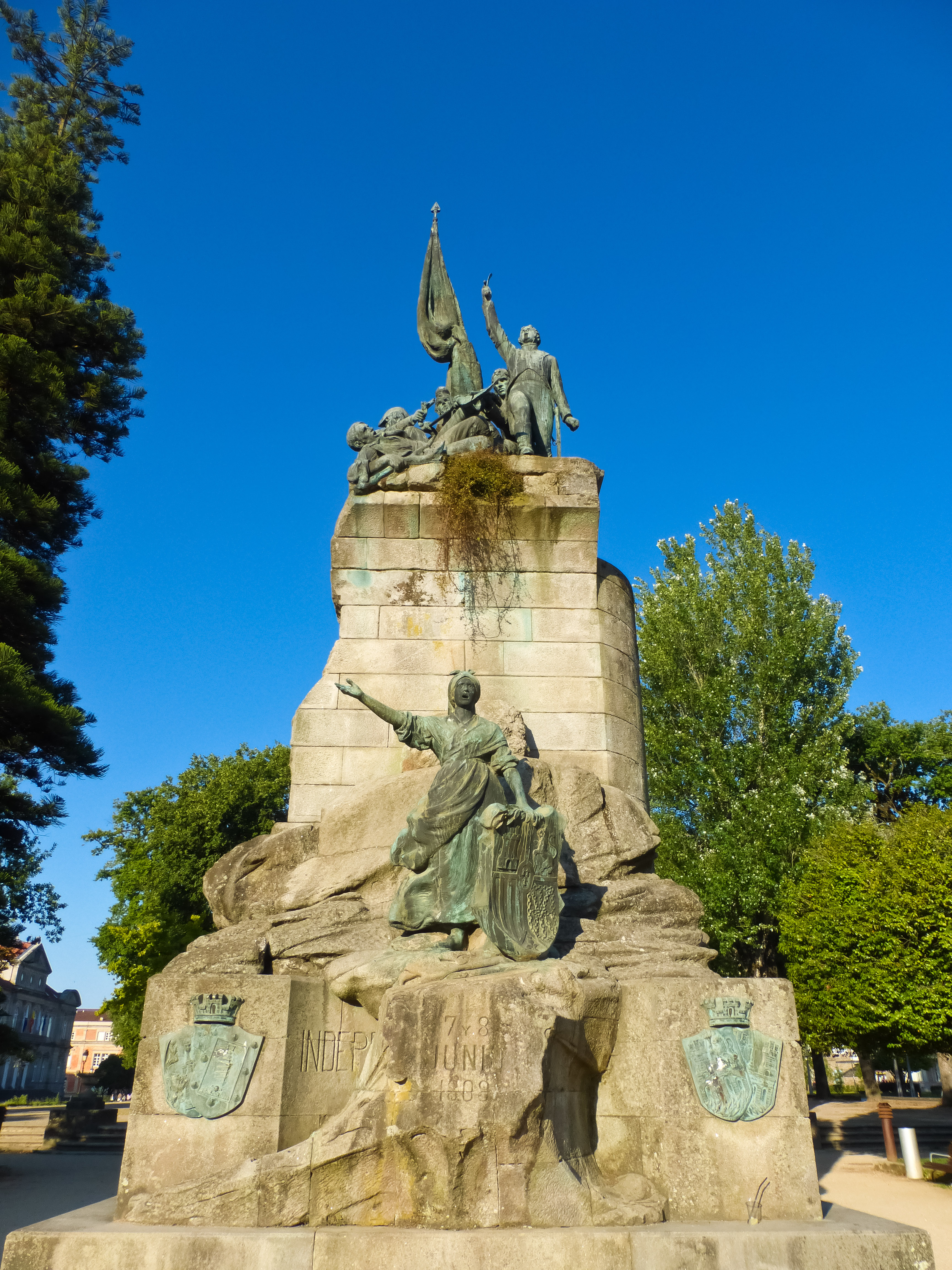
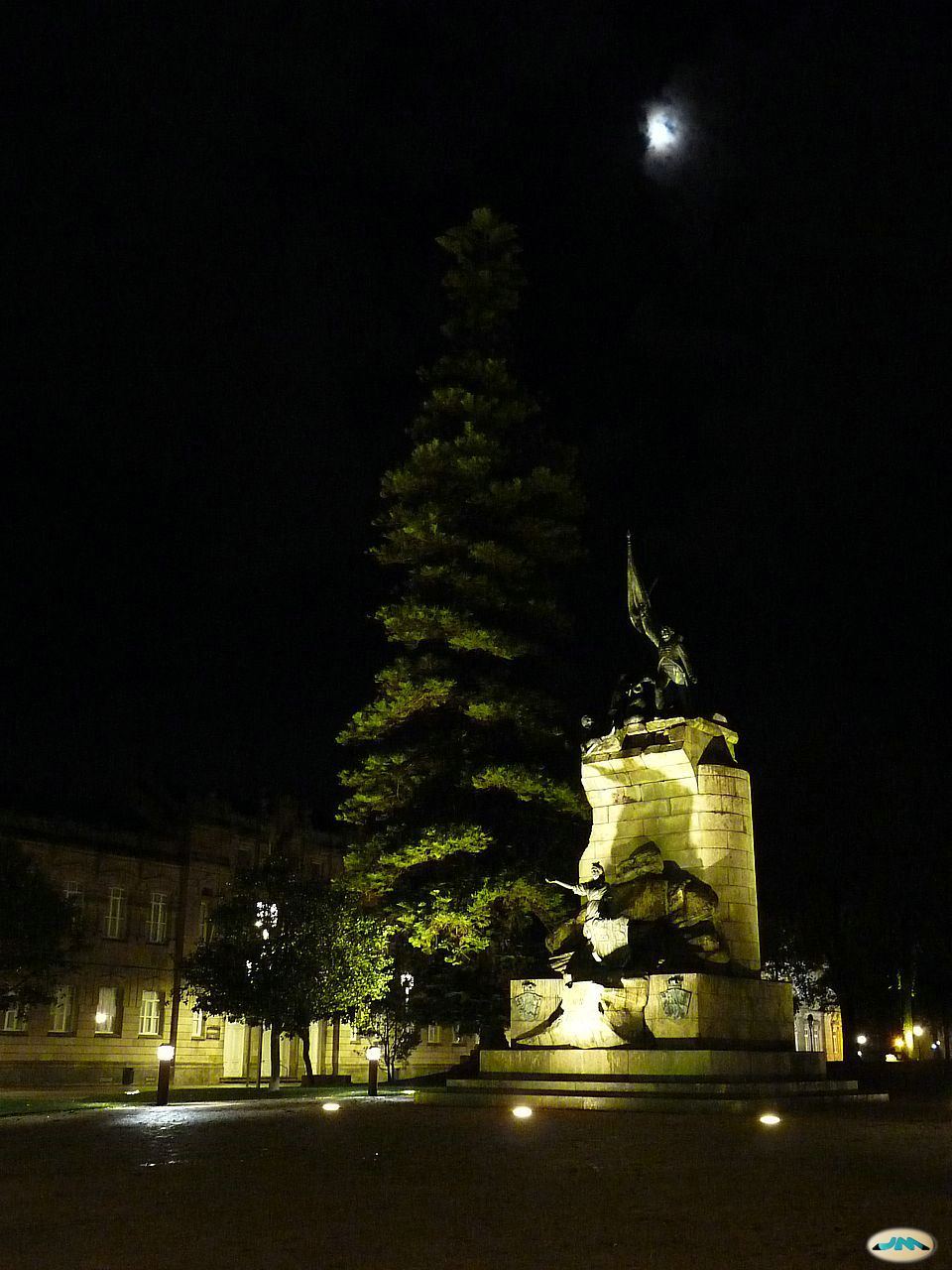
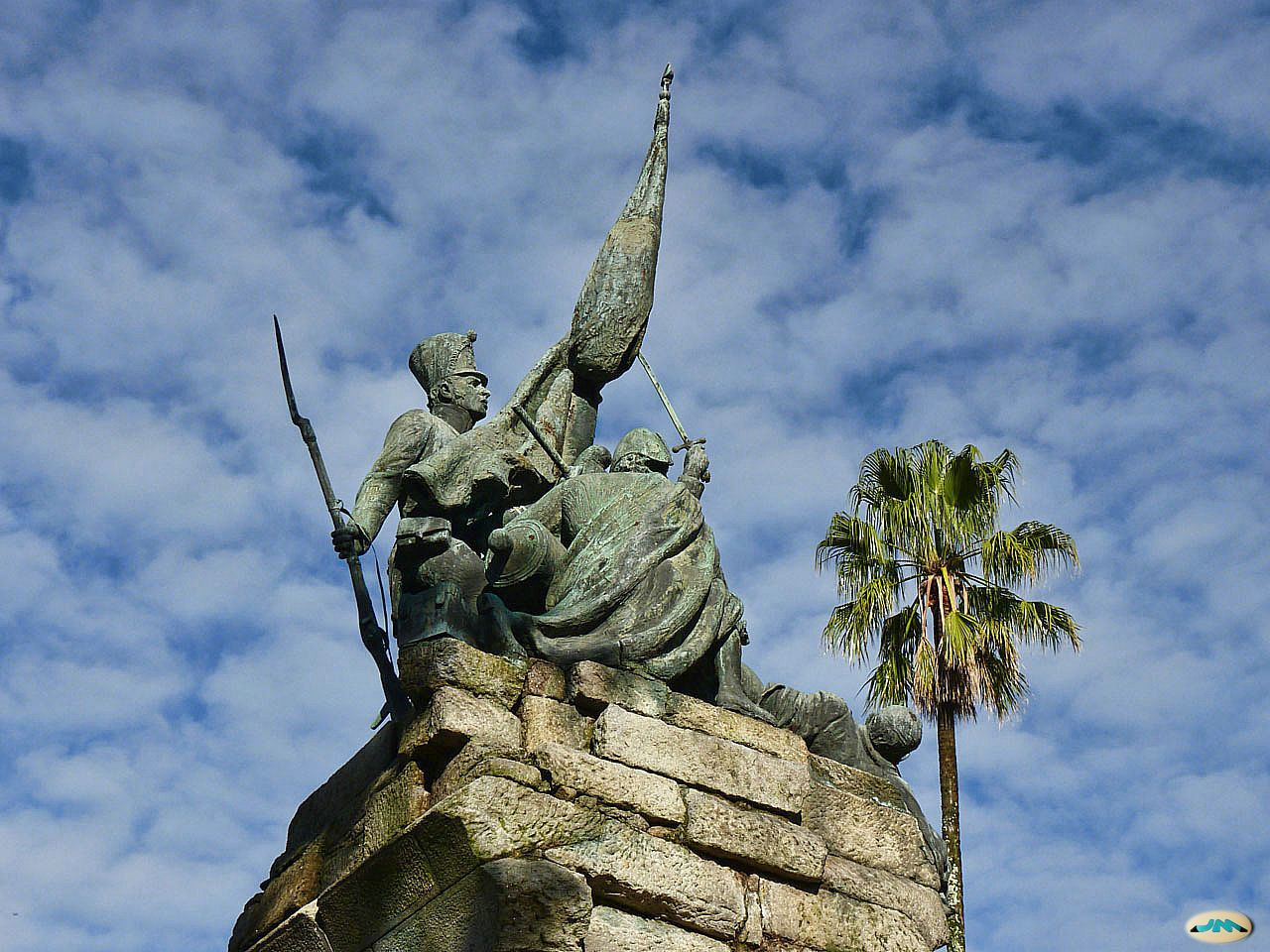
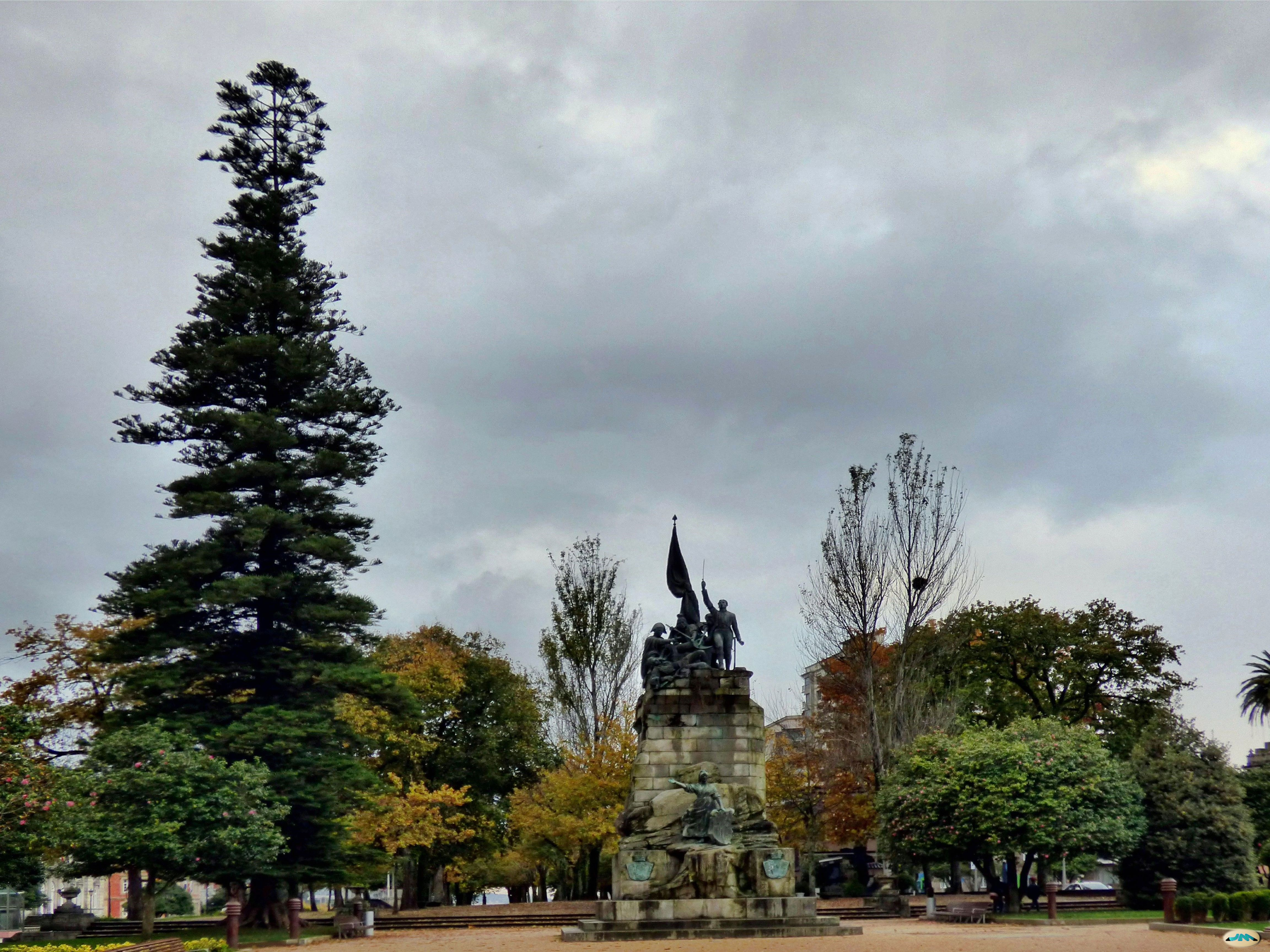
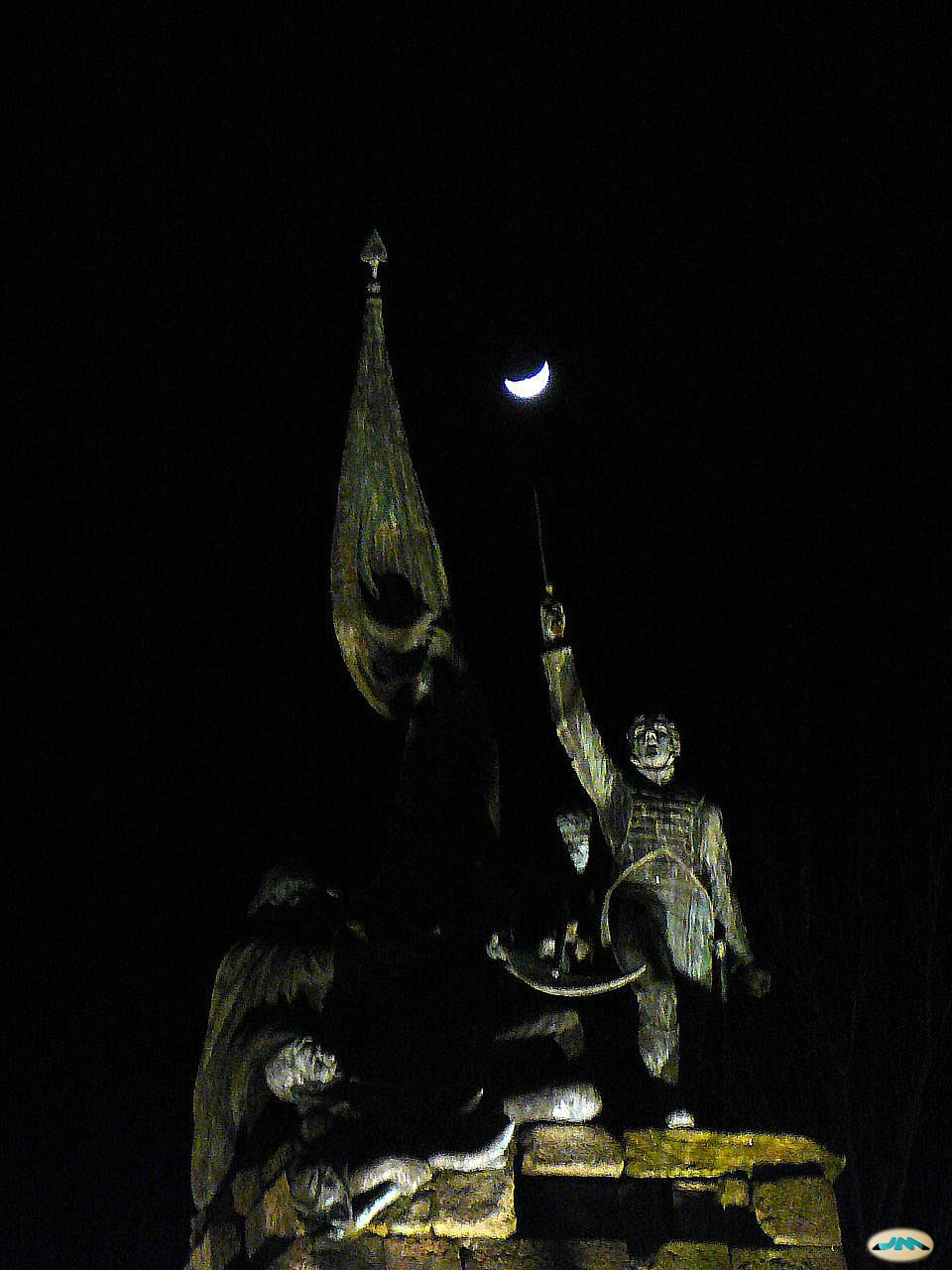